# Zdravstvujte, ja vasja tjotja!
Zdravstvujte, ja vasja tjotja! (russisk: Здравствуйте, я ваша тётя!, da.: Goddag, Jeg er din tante!) er en sovjetisk komediefilm fra 1975 instrueret af Viktor Titov. Filmen er løst baseret på skuespillet Charley's Aunt fra 1892 skrevet af den britiske dramatiker Brandon Thomas; et skuespil, der i Danmark også blev filmatiseret i 1959 i farcen Charles tante.

## Medvirkende
- Aleksandr Kaljagin som Babbs Babberley
- Tamara Nosova som Donna Rosa d'Alvadorez (Donna Lucia i skuespillet)
- Tatjana Vedenejeva som Ela Delahay
- Valentin Gaft som Brasset the footman
- Mikhail Ljubeznov som Charley Wykeham
- Mikhail Kozakov som oberst Sir Francis Chesney